# 安亭站 (京沪铁路)
安亭站位于中华人民共和国上海市嘉定区安亭镇，原是京沪铁路上的一个客运车站，但目前已不办理客运业务；货运业务方面，安亭站主要将上汽大众生产的汽车发送至中铁路网各地、并办理长三角货运列车业务。

## 历史

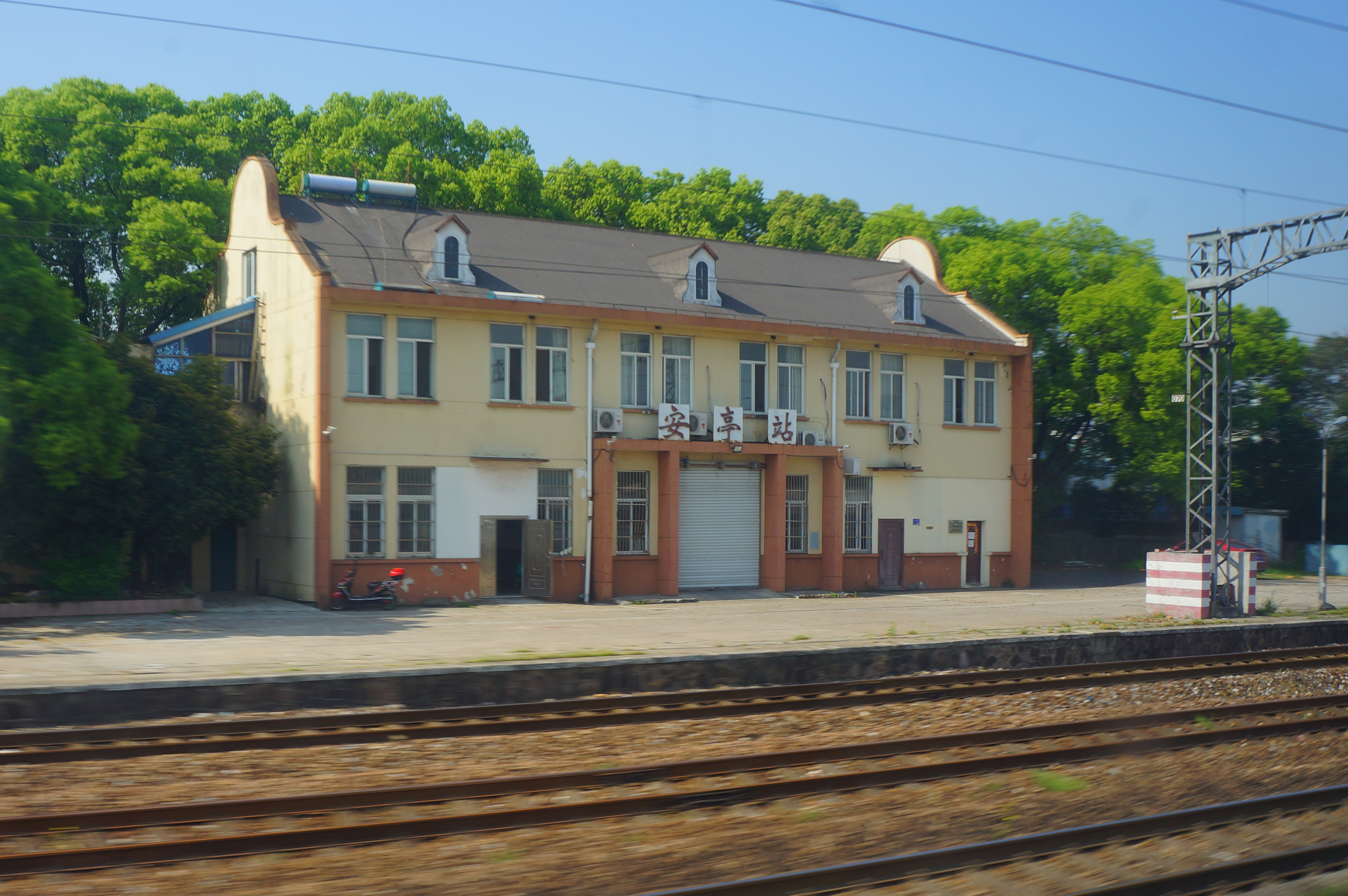
车站老站房（2017年）

安亭站建于1906年，于1908年通车，当时位于兰塘村。1953至1957年一五计划期间，为配合上海安亭工业区建设，扩建了安亭站货场。1959年修建至红旗水泥厂的专用线:53,163，后又修建至上海人造板机器厂的专用线。1972年7月，车站迁至塔庙村。截至1990年代末，安亭站内设有货物栈道5股、货位84个，日均吞吐货物量1200余吨，并有少量客运。
2003年11月至2004年春节前，苏州工务段对车站道岔及附近弯道进行改造，以适应第五次大提速开行直达列车的要求。2007年4月17日中国铁路第六次大提速后，安亭至上海西区间列车最高行驶速度可达至每小时250千米。
2010年中铁特货在安亭站附近空地修建汽车物流基地，以方便发送上汽大众生产的汽车。每日安排两对往来南翔站的货运取送列车。2011年3月，安亭站的管辖单位由苏州直属站调整为南翔直属站。
2014年开工的通沪铁路将经过此站，并新建往黄渡站的三、四线。2017年安亭—安亭西三四线完工后，安亭站站内到发线被拆除以应通沪铁路接入改造。2018年7月，安亭至黄渡京沪下行线拨接至新建的蕰藻浜一线桥，同年9月上行线也拨接至一线桥的便线，使得原京沪线的老蕰藻浜大桥得以拆除并在原址新建蕰藻浜二线桥。安亭站改造工程于2019年11月19日完工，车站启用新信号楼；蕰藻浜二线桥则于同年12月底完成，而安亭站和黄渡站间的线路改造则于2020年4月13日全部完工。

## 安亭事件
1966年11月10日，北上赴京告状上海工人革命造反总司令部的1000名成员，在安亭站受阻后卧轨拦截开往北京的14次特快列车，造成京沪线中断20小时（一说30小时）的事件。